# Чекки, Эмилио
Эмилио Чекки (итал. Emilio Cecchi; 14 июля 1884, Флоренция — 8 сентября 1966, Рим) — итальянский режиссёр, сценарист, продюсер, литературный критик, искусствовед, переводчик.

## Биография
Учился во Флоренции. Дебютировал в качестве искусствоведа в журнале La Voce, в 1910 году переехал в Рим. Два года спустя опубликовал эссе о «Поэзии Джованни Пасколи», затем обратился в к литературному творчеству. Много внимания уделял английской литературе, которой посвятил много критических работ и переводов. Был, пожалуй, первым итальянским литературным критиком отметившим уникальность модернистского романа Улисс Джеймса Джойса. Среди других его открытий — итальянский поэт Дино Кампана.
В 1919 году Чекки был одним из основателей римского обозрения La Ronda, которое выступало за возврат к традициям в литературной сфере, а не к авангарду. Он сам применял эстетику «рондизма» в своих работах в форме коротких текстов и формального совершенства, которые впоследствии были собраны в собраниях Pesci rossi (1920) и Corse al trotto vecchie e nuove (1947).
Чекки сотрудничал с несколькими периодическими изданиями: Marzocco, Dedalo, Leonardo, L’Esame и L’Italia letteraria. Был историком искусства, специализирующимся на сиенской живописи и флорентийском кватроченто.
В 1925 году был одним из подписантов Манифеста антифашистской интеллигенции, составленного Бенедетто Кроче.
В 1931 году стал художественным руководителем Cines Studios, ведущей кинокомпании Италии, и оставался на этом посту немногим более года. В конце 1940-х годов снял два короткометражных документальных фильма.
Автор 16 сценариев, продюсировал съёмки трёх фильмов.
Лауреат премии Фельтринелли по литературе (1952). Номинант Нобелевской премии по литературе (1963).

## Избранная библиография
Киносценарии
- 1860 (1934)
- Маленький старинный мирок (1941)
- Под солнцем Рима (1948)
- Фабиола (1949)

Проза
- Pesci rossi, Firenze, Vallecchi, 1920.
- La giornata delle belle donne (1924)
- L’osteria del cattivo tempo (1927)
- Qualche cosa (1931)
- Messico (1932)
- Viaggio in Grecia. Et in Arcadia ego (1936)
- Corse al trotto. Saggi, capricci e fantasie (1936)
- America amara (1939)